# جون بلاغريف
كان جون بلاغريف من ريدنغ (المتوفي عام 1611) رياضيًا وفلكيًا ومصمم أجهزة فلكية ورياضية إنجليزي عاش خلال عهد آل تيودور. كانت تصاميمه للإسطرلاب الذي وصفه في كتاباته سابقة لعصرها على مستوى بريطانيا. كرس نفسه لدراسة الرياضيات، ولقبه أنتوني آ. وود بـ«الزهرة بين رياضيي عصره».

## السيرة الشخصية
كان جون بلاغريف ثاني أبناء جون بلاغريف من قرية بولمارش وآن (سليلة السير أنتوني هانغرفورد من قرية داون أمبني) في مقاطعة باركشير. ولد جون في تاريخ غير معروف خلال ستينيات القرن السادس عشر. مثل آل بلاغريف فرعًا من فروع عائلة أسياد الأراضي المالكة لعقار كالكوت بارك في باركشير. تلقى تعليمه في مدرسة ريدنغ، وارتاد كلية سانت جون التابعة لجامعة أوكسفورد ليحصل على تعليم في مجال الرياضيات، غير أنه لم ينل درجة جامعية على الإطلاق.
تزوج بلاغريف من الأرملة دوروثي غانتر (وهي ابنة سايمون غانتر الذي يرجع أصله إلى قرية ميلتون ليلبورن في مقاطعة ويلتشاير). لم يخلف ذرية، ولكن كان لديه ابنة زوجته المدعوة جين. منحه والده عقد إيجار لبعض أراضيه الواقعة في ساوثكت لمدة قدرها تسعة وتسعين عامًا في عام 1591.
توفي بلاغريف في منزل ساوثكت لودج بتاريخ 9 أغسطس عام 1611. دفن بجوار والدته في كنيسة القديس لورانس في مدينة ريدنغ. كان قبره يقع تحت نصب تذكاري كبير لنفسه مع تمثال نصفي وعدة شخصيات رياضية مجازية محيطة به. أوصى بإقامة هذا النصب التذكاري في وصيته، وهو ما نفذه جيرارد كريسماس. حفِرت عبارة «يوهانس بلاغرافيوس، عالم الرياضيات واسع المعرفة، مدفونًا مع والدته» تحت تمثاله النصفي.:309
نصت وصية بلاغريف على أن يترك عقد إيجار أراضيه في ساوثكت لابن أخيه القاتل السياسي دانيال بلاغريف. كذلك ترك مبالغ مالية لأكثر من ثمانين فردًا من أقربائه. وخصص قدرًا كبيرًا من أمواله للأعمال الخيرية، وأمر بإقامة نصب تذكاري لنفسه. كذلك وجهت وصية بلاغريف بتشييد ساحة خارج كنيسة سانت لورانس في عام 1619، غير أنه لحقها الدمار في عام 1868.

## الأعمال
نجت خمسة أعمال لبلاغريف إلى جانب خريطة ورقية لنصف الكرة الشمالي.
يعد كتاب «الجوهرة الرياضية» أقدم وأشهر عمل من تأليف بلاغريف. يصف الكتاب بالتفصيل أسطرلابًا كونيًا متقدمًا من تصميمه - دامجًا فيه ما بين تصاميم صناع الأسطرلاب السابقين. تتألف «الجوهرة» من أربعة أجزاء قابلة للحركة وهي اللوحة الأم والشبكة والرقعة والمقياس - والتي صورت بدقة في واجهة الكتاب واللوحات المنقوشة عليه. وصفت استعمالات «الجوهرة» بالعديدة في الكتاب الثالث، والتي تراوحت من حساب المثلثات إلى الملاحة، وصولًا إلى التنجيم. طبقًا لما ذكره بلاغريف فبوسع من يستعمل «الجوهرة» استدلال «عدد لا حصر له من الاستنتاجات يفوق ما سأجد متسعًا من الوقت لتدوينه على حد اعتقادي». يحتوي الأسطرلاب على بعض نقاط التشابه الهامة مع الأسطرلاب الكوني الذي اخترعه مصمم الأسطرلابات الأندلسي علي بن خلف. اقترح ديفيد أ. كينغ أن بلاغريف نسخ تصميم ابن خلف وطبقه على «الجوهرة».
يعد كتاب «فن الساعات الشمسية» من أعمال بلاغريف الأخرى اللافتة للنظر نظرًا لاحتوائها على أحد أقدم خطوات بناء ساعة شمسية.

## عمل الخير
بادر بلاغريف إلى منح قدر كبير من الصدقات في وصيته، تاركًا مبلغًا كبيرًا من المال لخدمه وعامة الفقراء المحليين في مدينة ريدنغ. كذلك ترك مبلغًا كبيرًا لكنيسته المحلية وهي كنيسة القديس لورانس.
كانت جائزة اليانصيب السنوية التي أعطت مبلغًا من المال لإحدى الخادمات غير المتزوجات في ريدنغ من بين الإسهامات الخيرية الأكثر غرابة لبلاغريف. تأسست جائزة اليانصيب بالأموال المستقاة من وصية بلاغريف، وظلت مستمرة حتى القرن التاسع عشر بفضل إسهاماته.